# Лейк-Лиллиан (тауншип, Миннесота)
Лейк-Лиллиан (англ. Lake Lillian) — тауншип в округе Кандийохай, Миннесота, США. На 2000 год его население составило 221 человек.

## География
По данным Бюро переписи населения США площадь тауншипа составляет 93,7 км², из которых 92,3 км² занимает суша, а 1,5 км² — вода (1,58 %).

## Демография
По данным переписи населения 2000 года здесь находились 221 человек, 86 домохозяйств и 57 семей.  Плотность населения —  2,4 чел./км².  На территории тауншипа расположено 95 построек со средней плотностью 1,0 построек на один квадратный километр. Расовый состав населения: 97,74 % белых, 0,45 % афроамериканцев, 0,45 % коренных американцев, 0,45 % азиатов и 0,90 % приходится на две или более других рас. Испанцы или латиноамериканцы любой расы составляли 3,62 % от популяции тауншипа.
Из 86 домохозяйств в 31,4 % воспитывались дети до 18 лет, в 65,1 % проживали супружеские пары, в 2,3 % проживали незамужние женщины и в 32,6 % домохозяйств проживали несемейные люди. 27,9 % домохозяйств состояли из одного человека, при том 17,4 % из — одиноких пожилых людей старше 65 лет. Средний размер домохозяйства — 2,57, а семьи — 3,21 человека.
27,1 % населения — младше 18 лет, 6,8 % — в возрасте от 18 до 24 лет, 23,5 % — от 25 до 44, 23,1 % — от 45 до 64, и 19,5 % — старше 65 лет. Средний возраст — 41 год. На каждые 100 женщин приходилось 112,5 мужчин.  На каждые 100 женщин старше 18 приходилось 106,4 мужчин.
Средний годовой доход домохозяйства составлял 40 000 долларов, а средний годовой доход семьи —  46 000 долларов. Средний доход мужчин —  30 000  долларов, в то время как у женщин — 20 000. Доход на душу населения составил 18 203 доллара. За чертой бедности находились 3,2 % семей и 2,7 % всего населения тауншипа, из которых 4,4 % старше 65 лет.